# Néobiote
Le terme néobiote désigne le plus souvent une espèce introduite qui a colonisé un territoire depuis l'époque moderne. La date limite fixée est souvent 1492, soit la découverte de l'Amérique par Christophe Colomb, qui est vue comme un tournant au niveau de la mobilité et du commerce mondial. Les termes plus spécifiques de néophyte, de néozoaire et de néomycète (de) sont parfois utilisés pour désigner respectivement les plantes, les animaux et les champignons. Toutefois, ce terme est aussi employé comme simple synonyme d'une espèce introduite, sans qu'il y ait une distinction particulière. On utilise le terme archéobiote pour les introductions plus anciennes,.

Exemples d'animaux néobiotes en Europe :
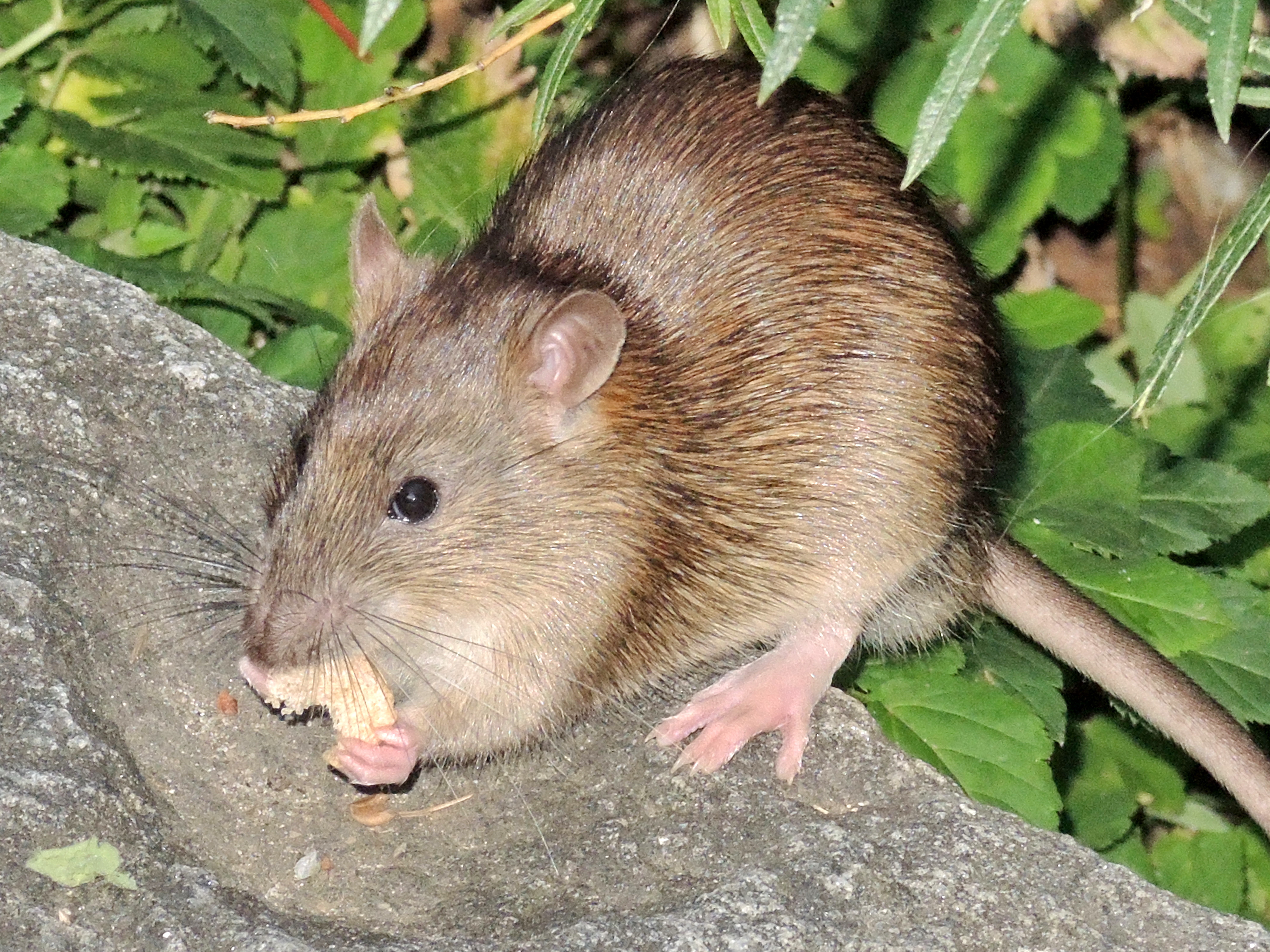
Le Rat brun (Rattus norvegicus), par le transport des denrées alimentaires, notamment lors du stockage des céréales.
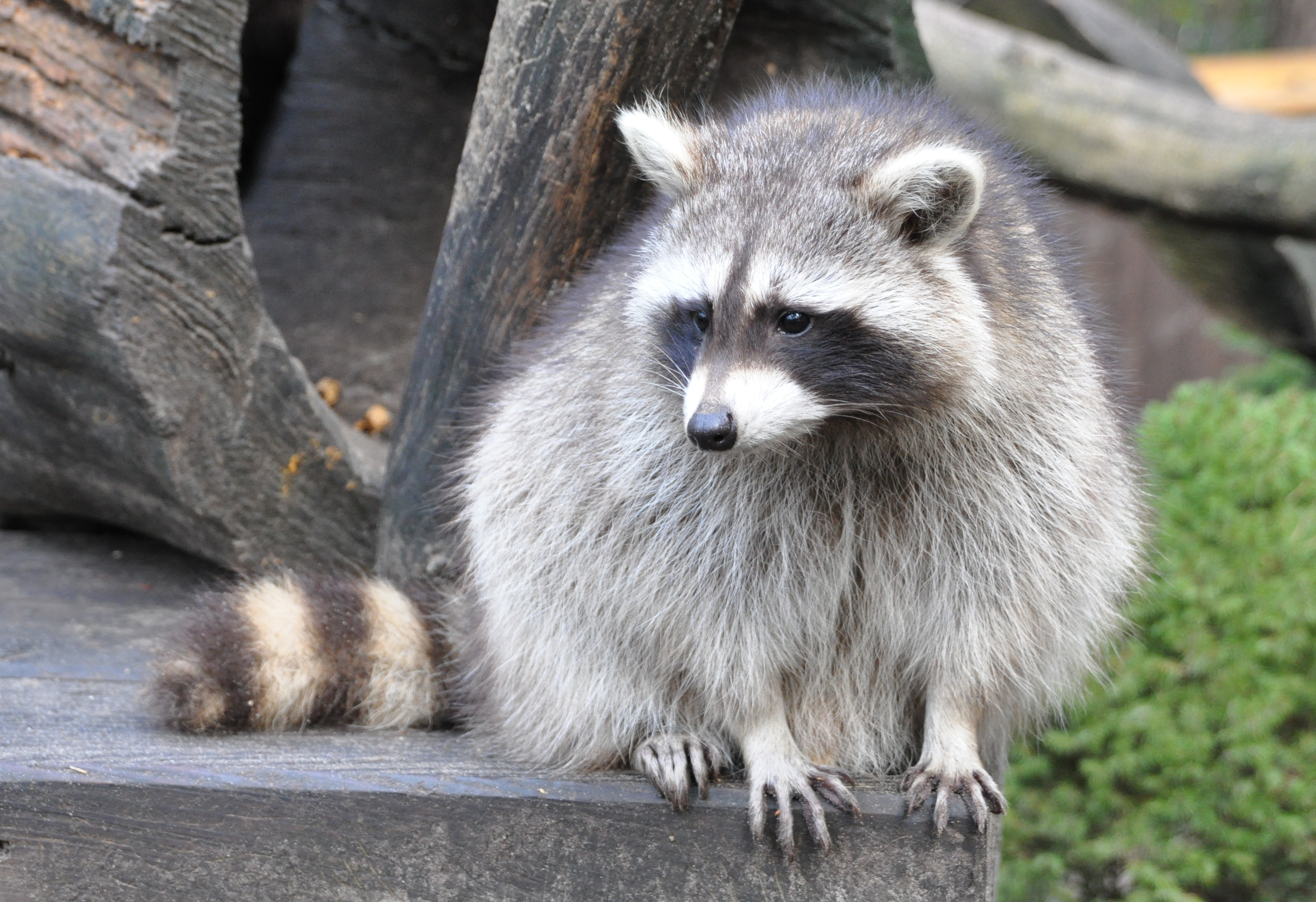
Le Raton laveur (Procyon lotor), par des spécimens relâchés en Allemagne dans les années 1930 et venant d'élevages à fourrure.
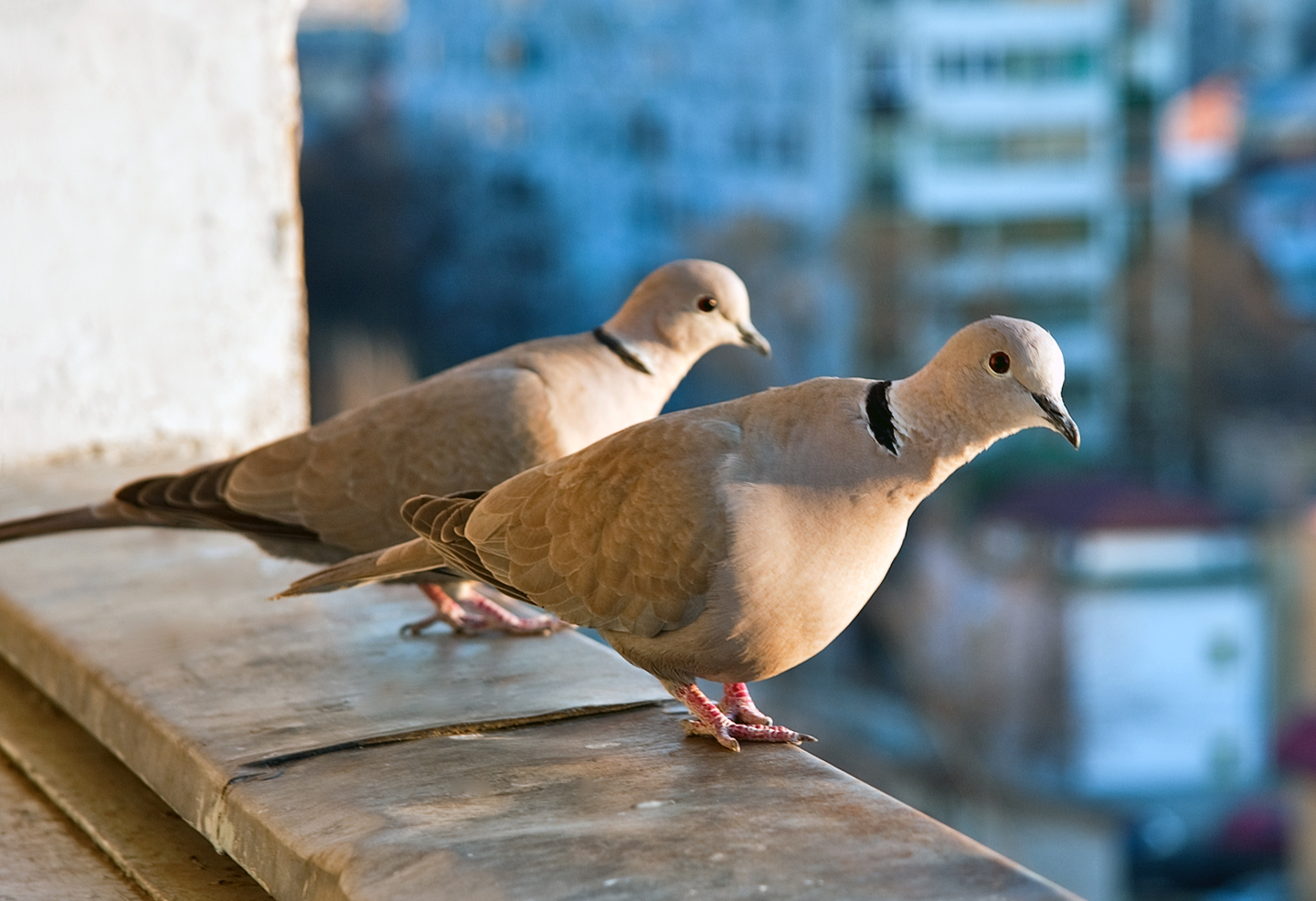
La Tourterelle turque (Streptopelia decaocto), introduite en Europe du Sud dans des régions contrôlées par les Ottomans et qui est à l'origine de sa propagation occidentale au XXe siècle.
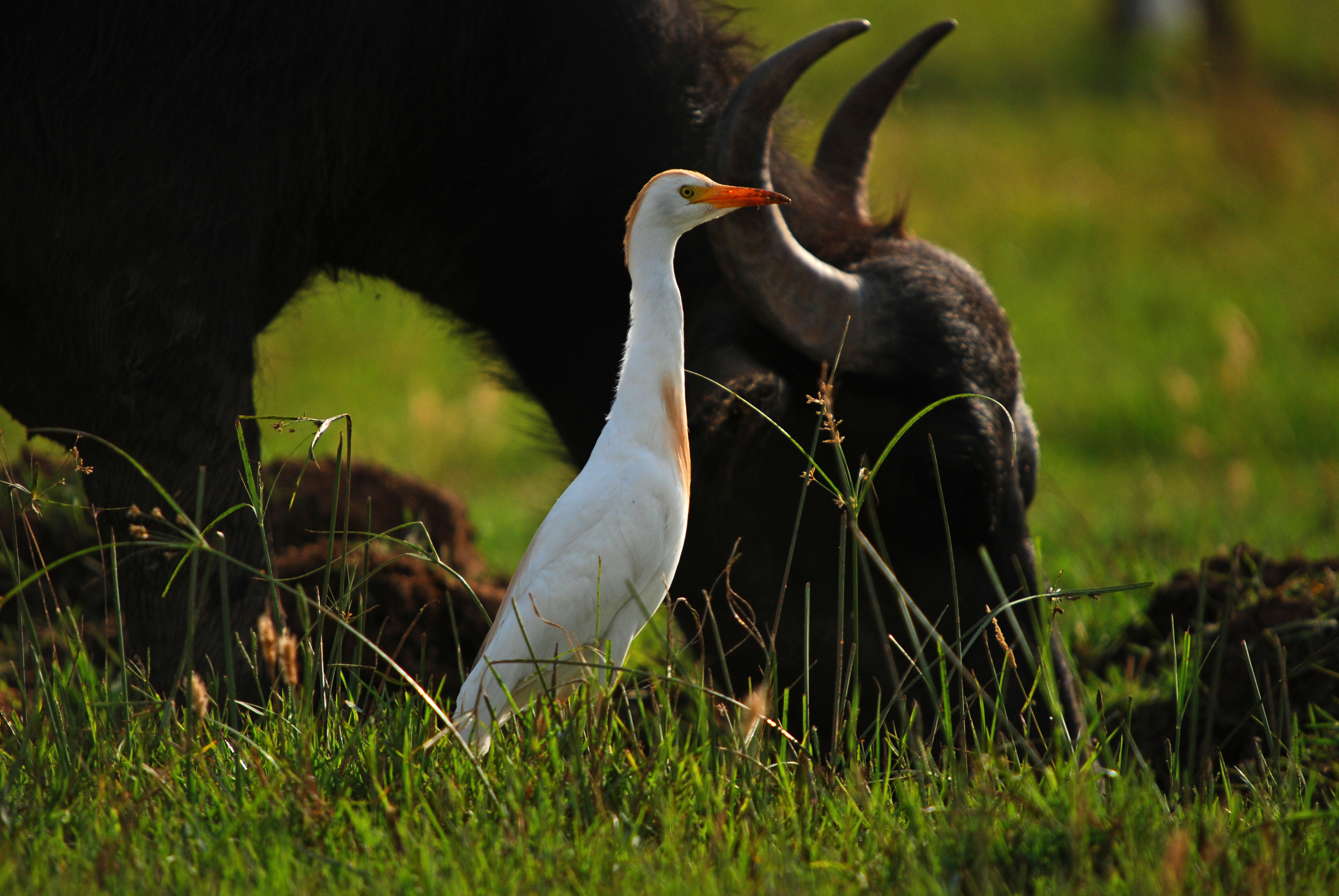
Le Héron garde-bœufs (Bubulcus ibis), profitant de sa relation commensale avec le gros bétail et de l'expansion mondiale de ce dernier.
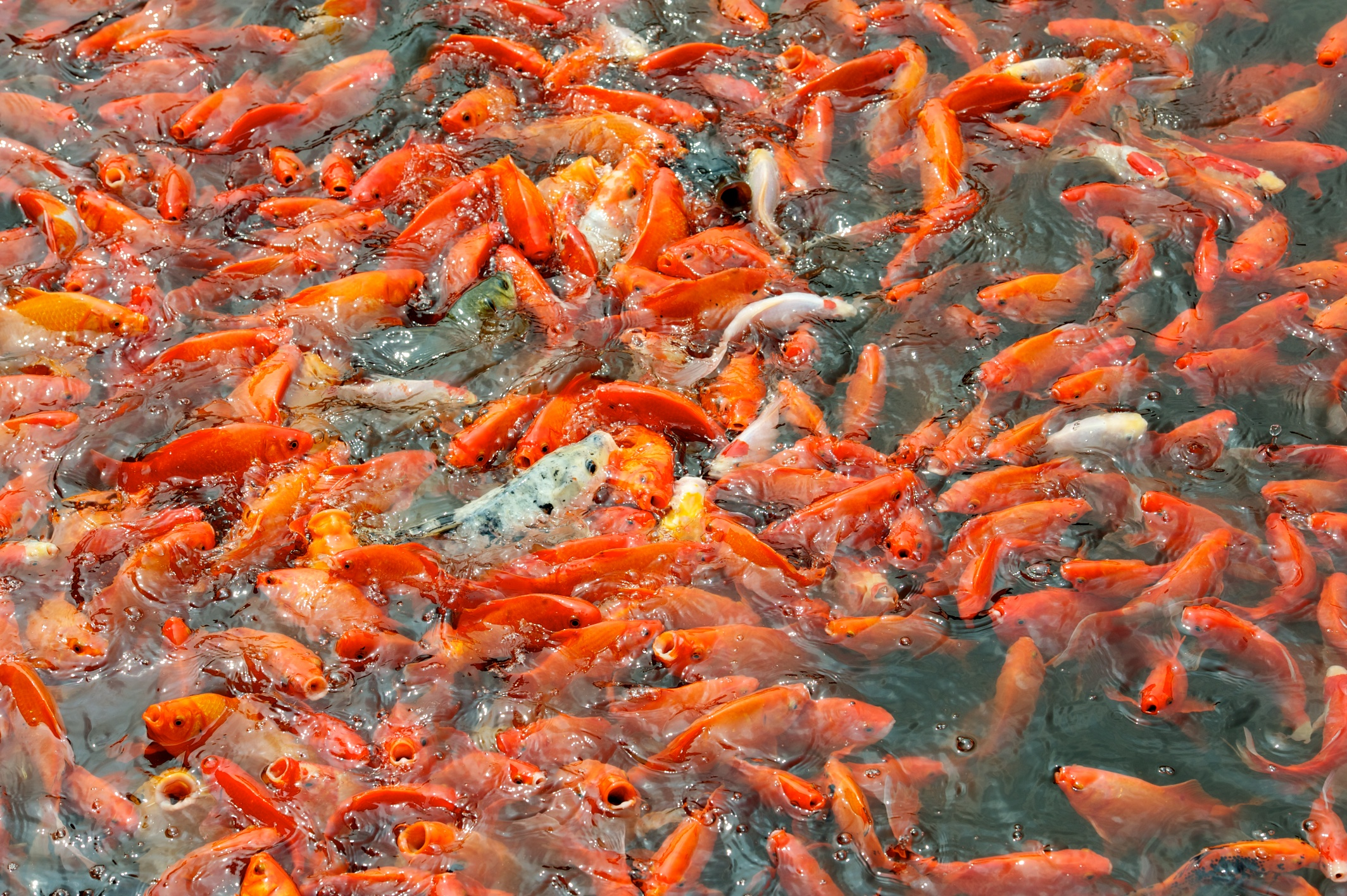
Le Poisson rouge (Carassius auratus), élevé surtout comme poisson d'ornement.